# Livadákion (Thessalonique)
Livadákion (grec moderne : Λιβαδάκιον) est une localité située dans le dème de Thermaïkós, dans le district régional de Thessalonique, dans la periphérie de Macédoine-Centrale, en Grèce.
Selon le recensement de 2011, elle compte 220 habitants.